# Felix Rijhnen
Felix Rijhnen (Darmstadt, 9 de julio de 1990) es un patinador de velocidad sobre ruedas alemán, miembro del equipo Powerslide Matter World.

## Carrera
Rijhnen es campeón mundial y europeo en patinaje de velocidad en línea representando a Alemania y es vencedor del Maratón de Berlín en patinaje de velocidad en la edición de 2019.

## Palmarés
| 2008 - 2.º en el Campeonato del Mundo de 5.000 m Relevos por equipos 2009 - 2.º en el Campeonato de Europa 1.000 m en pista - 3.º en el Campeonato del Mundo de Maratón 2013 - 2.º en el Campeonato de Europa de 10.000 m Puntuación en pista - 2.º en el Campeonato del Mundo de 10.000 m Puntuación en ruta 2014 - 2.º en el Campeonato de Europa de 10.000 m Puntuación en pista - 2.º en el Campeonato de Europa de 3.000 m Relevos por equipos - Campeonato de Europa de Maratón - German Inline Cup 2015 - German Inline Cup 2016 - 2.º en el Campeonato de Europa de 10.000 m Puntuación en ruta - 3.º en el Campeonato del Mundo de 5.000 m Relevos por equipos | 2017 - 2.º en el Campeonato de Europa de 3.000 m Relevos por equipos - Campeonato del Mundo de 10.000 m Puntuación en ruta - 3.º en el Campeonato del Mundo de 5.000 m Relevos por equipos - 3.º en la Maratón de Berlín 2018 - 3.º en el Campeonato de Europa de 20.000 m Eliminación en ruta - Campeonato del Mundo de Maratón 2019 - 3.º en el Campeonato del Mundo de Maratón - Campeonato de Europa de Maratón - Maratón de Berlín 2021 - 2.º en la Maratón de Berlín |

## Equipos
Equipos internacionales:
- Powerslide Matter World (2010-)